# Ахалдаба (Ахметський муніципалітет)
Ахалдаба (груз. ახალდაბა) — село в Грузії.
За даними перепису населення 2014 року в селі проживає 11 осіб.